# Tetřevec
Tetřevec är en kulle i Tjeckien.   Den ligger i regionen Hradec Králové, i den nordöstra delen av landet, 140 km öster om huvudstaden Prag. Toppen på Tetřevec är 1 043 meter över havet, eller 192 meter över den omgivande terrängen. Bredden vid basen är 5,7 km. Tetřevec ingår i Orlické Hory.
Terrängen runt Tetřevec är huvudsakligen lite kuperad.Runt Tetřevec är det mycket glesbefolkat, med 7 invånare per kvadratkilometer. Närmaste större samhälle är Rychnov nad Kněžnou, 16,3 km sydväst om Tetřevec. I omgivningarna runt Tetřevec växer i huvudsak blandskog.